# UPR Info
UPR Info est une organisation non gouvernementale (ONG) dont le siège est en Suisse. L'objectif principal de l'organisation est de sensibiliser et de fournir des outils de renforcement des capacités aux différents acteurs du processus de l'Examen Périodique Universel (EPU), tels que les États membres des Nations unies, les ONG, les institutions nationales des droits de l'homme (INDH), les organisations internationales et les acteurs de la société civile. L'ONG a été créée en 2008.
UPR Info organise des "Pré-sessions" avant les EPU proprement dits,,. Au fil des années, le projet appuie les organisations de la société civile qui participent à la plateforme de défense des droits humains. UPR Info a publié des publications sur la mise en œuvre de la recommandation de l'Examen périodique universel, et en 2012 indique que 40% des recommandations de l'EPU sont suivies d'effet. En 2014, elle publie « Beyond promsies : the impact of the UPR on the ground », et en 2016 « The Butterfly effect: spreading good practices of UPR Implementation », des études sur les résultats obtenus par l'EPU sur le terrain. Elles ont été largement saluées par les ONG, les États et les institutions,,,.
Le matériel produit par l'organisation, en particulier sa base de données qui comprend plus de 91'000 recommandations EPU (en 2023), est utilisé par les chercheurs,, pour documenter le mécanisme de l'EPU.
UPR Info a lancé en 2016, en collaboration avec CCPR Center, DOCIP, Huridocs et Save the Children, une initiative appelée "We Pay Our Interns"  pour promouvoir une allocation de base pour les stages à Genève.

## Fondateurs
UPR Info a été cofondée en 2008 par Roland Chauville et par Jean-Claude Vignoli.
Depuis septembre 2017, la directrice générale est Mona M'Bikay.

## Distinctions
Le 27 mars 2019, l'organisation s'est vu décerner le prix de la Démocratie et des Droits de l'Homme par le Parlement de la Fédération Wallonie-Bruxelles.

## Comité
De 2011 à 2015, Bertrand Ramcharan a été le premier président élu d'UPR Info. De 2015 à 2022, Miloon Kothari (en) a présidé d'UPR Info. Depuis 2023, Catherine Mbengue assume ce rôle.
En 2023, le Comité est constitué de Edward R. McMahon, de Hoa Nghiem et de Patrick Wall.

## Publications
- Compendium de la société civile : Un guide pour les organisations de la société civile engagées dans l'Examen périodique universel, avril 2017[h]
- UPR Info Pre-sessions: Empowering human rights voices from the ground[i], décembre 2016
- The Butterfly Effect, Spreading Good Practices of UPR Implementation[j], novembre 2016
- A Guide for Recommending States at the UPR[k], septembre 2015
- Starting all over again? An analysis of the links between the 1st and 2nd UPR cycle[l], janvier 2015
- Beyond Promises – the impact of the UPR on the ground[m], octobre 2014
- On the road to implementation[n], octobre 2012

### Primaires (UPR Info)
1. ↑  (en) « Frequently asked questions », UPR Info
2. ↑  (en) « Beyond promises – The impact of the UPR on the ground », upr-info.org, 2014
3. ↑  (en) « The Butterfly effect – spreading good practices of UPR implementation », upr-info.org, 2016
4. ↑  (en) « UPR Info's Database on UPR recommendations », UPR Info
5. ↑  (en) « Mona M'Bikay appointed new Executive Director of UPR Info », upr-info.org, 2017
6. ↑  (en) « Former Acting High Commissioner Bertrand G. Ramcharan elected President of UPR Info », upr-info.org, 2011
7. ↑  (en) « Miloon Kothari elected President of UPR Info », upr-info.org, 2015
8. ↑  UPR Info, La société civile à l'EPU (lire en ligne)
9. ↑  (en) UPR Info, UPR Info pre-sessions; empowering human rights voices from the ground (lire en ligne)
10. ↑  (en) UPR Info, The Butterfly Effect, Spreading Good Practices of UPR Implementation (lire en ligne)
11. ↑  (en) UPR Info, A Guide for Recommending States at the UPR (lire en ligne)
12. ↑  (en) UPR Info, Starting all over again? An analysis of the links between the 1st and 2nd UPR cycle (lire en ligne)
13. ↑  (en) UPR Info, Beyond Promises – the impact of the UPR on the ground (lire en ligne)
14. ↑  (en) UPR Info, On the road to implementation (lire en ligne)

### Pages d'accueil de sites
1. ↑  « Centre for Civil and Political Rights | Human Rights », sur ccprcentre.org (consulté le 12 novembre 2023)
2. ↑  « Accueil - DOCIP », sur www.docip.org (consulté le 12 mai 2023)
3. ↑  « We Pay Our Interns », wepayourinterns.org, 2015

### Institutionnelles et secondaires
1. ↑  (en) « UPR & R2P: Utilizing the Universal Periodic Review to strengthen structural prevention of atrocity crimes », sur Global Centre for the Responsibility to Protect (consulté le 12 mai 2023)
2. ↑  (en) « The Universal Periodic Review (UPR) and its potential to foster freedom of expression, access to information and safety of journalists: guidelines for national human rights institutions (NHRIs) », sur unesdoc.unesco.org (consulté le 12 mai 2023)
3. ↑  (en) « Abolitionist NGOs lobby to educate UN member states in Geneva » [archive du 27 avril 2015], 21 avril 2015 (consulté le 8 février 2016)
4. ↑  (en) « Universal Periodic Review: JFI will address the medicalisation of sexual orientation and gender identity at UPR Pre-session » [archive du 25 septembre 2015] (consulté le 8 février 2016)
5. ↑  (en) « UPR pre-session meeting on Armenia was held in Geneva » [archive du 16 novembre 2017] (consulté le 18 novembre 2017)
6. ↑  Sandra Moro, « Droits humains: l’examen oral s’avère utile », Le Temps,‎ 25 octobre 2012 (ISSN 1423-3967, lire en ligne, consulté le 17 août 2023)
7. ↑  (en) « UPR Info Releases Assessment – Disability Rights Promotion International » [archive du 13 février 2016] (consulté le 8 février 2016)
8. ↑  (en) « The UPR Mechanism: Delivering Real Change – Universal Rights Group » [archive du 14 février 2016], 24 novembre 2014 (consulté le 8 février 2016)
9. ↑  (de) « Nepal: Zwischen Nothilfe und Neuordnung » [archive du 14 février 2016] (consulté le 18 novembre 2017)
10. ↑  (en) « International Bodies and Mechanisms Working on Indigenous Issues », culturalsurvival.org, 2017
11. ↑  (en) Ugo Caruso, The United Nations Declaration on Minorities: An Academic Account on the occasion of its 20th Anniversary, Leiden, Brill Nijhoff, 2014 (ISBN 978-90-04-25155-7, lire en ligne)
12. ↑  (en) Molefi Kete Asante, Contemporary Critical Thought in Africology and Africana Studies, Lexington Books, 30 décembre 2015 (ISBN 9781498530705, lire en ligne)
13. ↑  (en) Errol P. Mendes, Global Governance, Human Rights and International Law: Combating the Tragic Flaw, 2014 (ISBN 9781134443543, lire en ligne)
14. ↑  (en) « Summer interview – Roland Chauville, Executive Director of UPR Info – Genève Internationale », www.geneve-int.ch
15. ↑  « Prix pour la Démocratie et les Droits de l’Homme », sur PFWB (consulté le 13 mai 2023)